# Cecil Mamiit
Cecil Valdeavilla Mamiit (* 27. Juni 1976 in Los Angeles, Kalifornien, Vereinigte Staaten) ist ein ehemaliger philippinisch-US-amerikanischer Tennisspieler.

## Karriere
Cecil Mamiit begann seine Karriere im Jahr 1996 und gewann insgesamt 15 Turniere auf der ATP Challenger Tour, davon sieben im Einzel und acht weitere im Doppel mit wechselnden Partnern. Im Einzel konnte er auch auf der ATP Tour einmal das Endspiel erreichen, als er 1999 in San José im Finale auf Mark Philippoussis traf. Diesem unterlag er jedoch mit 3:6 und 2:6. Seine höchsten Platzierungen in der Weltrangliste erreichte er mit Rang 72 im Einzel am 11. Oktober 1999 sowie Rang 102 im Doppel am 30. Oktober 2006. Bei Grand-Slam-Turnieren kam er im Einzel nie über die zweite Runde hinaus. Zwischen 1999 und 2001 erreichte er diese mehrfach bei den Australian Open und den French Open sowie einmal bei den US Open. Im Doppel musste er stets bereits in der Auftaktrunde eine Niederlage hinnehmen.
1999 gewann er bei den Panamerikanischen Spielen in Winnipeg die Silbermedaille im Einzel, nachdem er im Finale seinem Landsmann Paul Goldstein unterlegen war. Bis 2004 trat Mamiit unter US-amerikanischer Flagge an, da er in Los Angeles geboren wurde. Ab 2005 spielte er für die Philippinen, das Herkunftsland seiner Eltern. So nahm er 2006 an den Asienspielen in Doha teil, bei denen er sowohl im Einzel- als auch im Doppelwettbewerb die Bronzemedaille gewann. Im Einzel unterlag er im Halbfinale dem Südkoreaner Lee Hyung-taik, in der Doppelkonkurrenz musste er sich an der Seite von Eric Taino in der Vorschlussrunde der indischen Paarung Mahesh Bhupathi und Leander Paes geschlagen geben.
Zwischen 2006 und 2011 bestritt Cecil Mamiit insgesamt 20 Begegnungen für die philippinische Davis-Cup-Mannschaft. Von insgesamt 29 Einzelpartien gewann er 16, im Doppel konnte er 9 seiner 16 Partien gewinnen. Cecil Mamiit und Treat Huey sind mit fünf gemeinsam gewonnenen Partien das erfolgreichste Doppel der philippinischen Davis-Cup-Geschichte.

## Erfolge
| Legende                       |
| Grand Slam                    |
| Tennis Masters Cup            |
| ATP Masters Series            |
| ATP International Series Gold |
| ATP International Series      |
| ATP Challenger Series (15)    |

### Einzel

#### Turniersiege
| Nr. | Datum              | Turnier     | Belag     | Finalgegner     | Ergebnis      |
| --- | ------------------ | ----------- | --------- | --------------- | ------------- |
| 1.  | 13. Juli 1998      | Aptos       | Hartplatz | Takao Suzuki    | 6:7, 6:3, 6:2 |
| 2.  | 9. November 1998   | Las Vegas   | Hartplatz | Maurice Ruah    | 7:5, 6:3      |
| 3.  | 23. November 1998  | Burbank (1) | Hartplatz | David Nainkin   | 7:6, 7:5      |
| 4.  | 6. Dezember 1999   | Burbank (2) | Hartplatz | Alex O’Brien    | 7:5, 6:3      |
| 5.  | 31. Mai 2004       | Tallahassee | Hartplatz | Björn Rehnquist | 6:4, 4:6, 7:5 |
| 6.  | 30. Mai 2005       | Yuba City   | Hartplatz | Paul Goldstein  | 6:4, 6:4      |
| 7.  | 11. September 2006 | New Orleans | Hartplatz | Amer Delić      | 6:3, 7:61     |

#### Finalteilnahmen
| Nr. | Datum            | Turnier  | Belag     | Finalgegner        | Ergebnis |
| --- | ---------------- | -------- | --------- | ------------------ | -------- |
| 1.  | 14. Februar 1999 | San José | Hartplatz | Mark Philippoussis | 3:6, 2:6 |

### Doppel

#### Turniersiege
| Nr. | Datum              | Turnier               | Belag     | Doppelpartner    | Finalgegner                              | Ergebnis         |
| --- | ------------------ | --------------------- | --------- | ---------------- | ---------------------------------------- | ---------------- |
| 1.  | 20. März 2005      | Ho-Chi-Minh-Stadt     | Hartplatz | Eric Taino       | Aisam-ul-Haq Qureshi Orest Tereschtschuk | 6:3, 2:6, 6:4    |
| 2.  | 21. August 2005    | Bronx                 | Hartplatz | Brian Vahaly     | Julien Benneteau Nicolas Mahut           | 6:4, 6:4         |
| 3.  | 29. Januar 2006    | Waikoloa              | Hartplatz | Michael Kohlmann | Scott Lipsky David Martin                | 6:3, 6:4         |
| 4.  | 19. März 2006      | Ho-Chi-Minh-Stadt (2) | Hartplatz | Lee Hyung-taik   | Jacob Adaktusson Dudi Sela               | 6:4, 6:2         |
| 5.  | 21. Mai 2006       | Forest Hills          | Sand      | Chris Drake      | Eric Butorac Mirko Pehar                 | 6:4, 6:1         |
| 6.  | 9. Juli 2006       | Winnetka              | Hartplatz | Eric Taino       | Scoville Jenkins Rajeev Ram              | 6:2, 6:4         |
| 7.  | 17. September 2006 | New Orleans           | Hartplatz | Sam Warburg      | Chris Drake David Martin                 | 7:63, 6:0        |
| 8.  | 22. Oktober 2006   | Calabasas             | Hartplatz | Robert Kendrick  | Harel Levy Sam Warburg                   | 5:7, 6:4, [10:5] |